# 切薩寧 (密歇根州)
切薩寧（英語：Chesaning，/ˈtʃɛsənɪŋ/ CHESS-ə-ning）是位於美國密歇根州薩吉諾縣切薩寧鎮區的一個村。

## 人口
根據2020年美國人口普查的數據，切薩寧的面積為8.21平方千米，當中陸地面積為7.98平方千米，而水域面積為0.23平方千米。當地共有人口2430人，而人口密度為每平方千米295人。